# Municipio de Bergen (Dakota del Norte)
El municipio de Bergen (en inglés: Bergen Township) es un municipio ubicado en el condado de Nelson en el estado estadounidense de Dakota del Norte. En el año 2010 tenía una población de 39 habitantes y una densidad poblacional de 0,42 personas por km².

## Geografía
El municipio de Bergen se encuentra ubicado en las coordenadas 47°42′31″N 98°19′21″O / 47.70861, -98.32250. Según la Oficina del Censo de los Estados Unidos, el municipio tiene una superficie total de 92.97 km², de la cual 91,48 km² corresponden a tierra firme y (1,6 %) 1,49 km² es agua.

## Demografía
Según el censo de 2010, había 39 personas residiendo en el municipio de Bergen. La densidad de población era de 0,42 hab./km². De los 39 habitantes, el municipio de Bergen estaba compuesto por el 100 % blancos. Del total de la población el 0 % eran hispanos o latinos de cualquier raza.